# هانس رنشلر
الأستاذ.الدّكتور.ماد هانز رانسشلر (1925 في شتوتغارت) بألمانيا هو عالم في حقل الطبّ الباطني وفنّ التّعليم الطّبي.

## ميدان البحث
بين العديد من منشوراته ، البعض تمحور حول: قياس المستويات المنخفضة للجلوكوز في البول لمراقبة الصّحة، في هذه الأثناء يكون الاختبار السّريري روتيني، كان قياسي أوّلا ونشر في سنة 1965 من قبل رانسشلر.